# Abdel-Karim Sakr
Abdel-Karim Muhammad Mahmud Ezzat Sakr (ur. 14 kwietnia 1921 w Kairze, zm. 5 marca 1994 tamże) – egipski piłkarz, występujący na pozycji napastnika. Uczestnik Igrzysk Olimpijskich 1936 i 1948.

## Kariera sportowa
Zawodnik wystąpił w reprezentacji Egiptu podczas igrzysk w 1936 i 1948 roku. W obydwu turniejach Egipt odpadł po rozegraniu pierwszego spotkania. Abdel-Karim Sakr był strzelcem jedynej bramki dla Egiptu na igrzyskach w Berlinie w 1936 roku (w przegranym 1:3 spotkaniu z Austrią). Zawodnik zdobył tego gola mając wówczas 15 lat i 113 dni, co uczyniło go najmłodszym strzelcem w historii spotkań międzynarodowych – rekord ten przetrwał do 2000 roku, kiedy to Aung Kyaw Tun, reprezentant Mjanmy zdobył bramkę dla swojej reprezentacji w wieku 14 lat i 93 dni.